# 聖クリスティーナ
聖クリスティーナ（ラテン語：Sancta Christina）は、カトリック教会・正教会の聖人で、3世紀末頃の殉教者。祝日は7月24日。
弓の射手、粉屋、船員、ボルセーナ、パレルモ、トルチェッロの守護聖人。
棕櫚、いしゆみ、2本の矢、石臼、蛇、やっとこなどと共に描かれる。

## 概要
クリスティーナはイタリアのボルセーナ（またはティルス）の生まれで、両親は貴族であった。
11歳の頃、父親は彼女を12人の侍女と共に塔の中に閉じ込め、生涯神々に仕えさせようとした。
しかし彼女は聖霊に教えられてキリスト教徒になり、金や銀の神像を壊し、貧しい人々に施した。
父は侍女に彼女の服を脱がさせ、12人の男達に殴らせた。
それでも娘は信仰を変えなかったので、その肉を釘で裂かせ、手足を折らせた。
彼女は自分の肉片を父の顔に投げつけ罵った。
父は娘を車輪に縛り付けて火をつけさせたが、炎は横に走り1500人ほどの人々が焼け死んだ。
また首に石臼をくくりつけて湖に投げ込んだが、すぐに天使達が彼女の身体を沈まないようにした。
そしてキリストが現われ彼女に洗礼を授け、大天使ミカエルが陸地に導いた。
その晩父は急死した。
裁判官はクリスティーナを裸にしてアポロの神像の前に引いていったが、彼女が命じると神像は粉々に砕けた。
これを聞いた裁判官は仰天し息絶えた。
後任の裁判官は大きな炉に彼女を投げ込ませたが、火傷ひとつせず天使達と共に散歩したり歌ったりしていた。
次に毒蛇を彼女に仕向けたが蛇は彼女に懐き、巫術師が蛇をけしかける呪文を唱えると、蛇は彼に飛び掛り噛み殺した。
クリスティーナが命じると蛇は荒野に去った。また彼女は巫術師を蘇らせた。
裁判官は彼女の乳房と舌を切り取らせたが、それでも彼女は話すことができた。
彼女が自分の舌を裁判官の顔に投げつけると、彼は目が見えなくなった。
逆上した彼が放った2本の矢を受け、クリスティーナは殉教した。
彼女の遺体はカタコンベに葬られ、11世紀その上にサンタ・クリスティーナ教会が建てられた。